# Saint-Germain-Source-Seine
Pour les articles homonymes, voir Saint-Germain.
Saint-Germain-Source-Seine était une commune française, située dans le canton de Venarey-les-Laumes, arrondissement de Montbard, département de la Côte-d'Or et la région Bourgogne-Franche-Comté. Ce village est surtout connu pour être le lieu des sources de la Seine. Ses habitants sont les Séquanigerminois.
La commune de Saint-Germain-source-Seine a disparu officiellement le 1er janvier 2009 à la suite de la fusion avec la commune de Blessey, donnant naissance à la nouvelle commune de Source-Seine.

## Géographie
Le village est situé à la limite du plateau du Châtillonnais et du Haut Auxois, à 500 mètres d'altitude. À deux kilomètres se trouve la ligne de partage des eaux entre le bassin de la Seine et le bassin Saône-Rhône.
La Seine prend sa source sur le territoire communal de Saint-Germain-source-Seine à 446 mètres d'altitude (référence IGN). Le domaine entourant le site des sources de la Seine appartient à la ville de Paris.

## Histoire
Saint Germain est le nom du plus illustre des évêques d’Autun. L’origine de Saint-Germain-la-Feuille parait remonter à l’an 1004. Aymon de Vergy, comte d’Auxois et de Duesme, fit don à l’abbaye de Saint-Pierre de Flavigny, d’un oratoire élevé en l’honneur de saint Germain, près de Chanceaux. Plusieurs habitations s'élèvent et le village prend le nom de Sanctus Germanus de lato Folio. qui signifie Saint-Germain-de-la-Feuillée, "Saint-Germain" était alors un des plus illustres évêques d'Autun et « de-la-Feuillée » provient probablement de l'abondance des bois sur les terres de la donation. Une statue de Saint-Germain est d'ailleurs présente dans l'église du village éponyme.
Cette donation comprenait aussi une grande quantité de terres où s’élevèrent bientôt quelques habitations, noyau du village qui reçut le nom de Sanctus Germanus de Lato Folio (Saint-Germain-la-Feuille). Les habitants du lieu appartenaient à l’abbaye de Flavigny. Ils pouvaient cependant élire un maire et c’est en 1270 que l’on parle pour la première fois de cet officier. Par une lettre en date du 14 septembre 1489, les religieux affranchirent le maire de Saint-Germain, M. Michel Marguerite.
L’affranchissement des habitants de Saint-Germain eut lieu, 23 ans après celui du maire, le 30 janvier 1511, par l'abbé des monastères de Flavigny, René de Bresches, de l'ordre de Saint Benoît et de Notre Dame de la Bussière, de l'ordre de Cîteaux et du diocèse d'Autun, en présence de Jehan Milletot et Jean Lemulier, clercs notaires publics et coadjuteurs du tabellion fermier pour le Roy, établi au dit Flavigny. Témoins discrète personne, maître Étienne Brigandet, prêtre curé de Chanceaux, noble homme Jean de Plaisance écuyer, honorable Quentin-Mellet, Guillaume et Jean Brigandet.
Le bois de Champsalle donné par les religieux de Flavigny aux habitants de Saint-Germain fut aliéné par ceux-ci en juillet 1623 mais le prix n’ayant jamais été payé, les habitants revendirent aux enchères tous les biens communaux le 13 octobre 1644 et les nouveaux propriétaires furent MM. Aarnault, Brigandet et Jacquotot entre autres.
Une recherche des feux en date du 26 octobre 1661 établit que le village a 25 habitants dont 15 laboureurs, 1 menuisier, 4 autres ouvriers, 4 femmes veuves et la bergère du lieu. Le curé avait abandonné le pays. En 1666, l’intendant Boucher visite Saint-Germain et note :
- la paroisse s’appelle St-Germain-la-Feuille, le village de Blessey en dépend
- Évêché d’Autun, greniers à sel à Saulx-le-Duc et Châtillon
- le sieur Riolan, abbé de Flavigny en est le seigneur
- le dit lieu est situé sur la montagne, l’étendue du finage est d’une demi-lieue en longueur et d’une lieue en rondeur. Il n’y a pas de commerce, mais seulement des laboureurs
- c’est un pays de montagne (... « et de bois, sec, sans fontaines ni puits », selon  Courtépée) où il y croît tous grains sauf le froment. Il n’y a point de vigne et peu de pré (il n'empêche que plusieurs toponymes indiquent la présence d'anciennes vignes probablement cultivées à la période médiévale, le long du ruisseau de la Seine.)
- ils sont 14 habitants y compris les femmes veuves
- ils sont chargés de l’entretien de leur église dont la cloche est cassée ainsi que d’une fontaine
- ils ont vendu le 13 octobre 1644 tous leurs biens communaux

Longtemps appelé Saint-Germain-la-Feuillée, sans doute du fait de l’abondance de ses bois, le village prend le nom de Source-Seine à la Révolution pour éliminer toute référence confessionnelle, avant de se fixer sur Saint-Germain-Source-Seine.

## Toponymie
La première mention du village remonte à l'an 1004 Sanctus Germanus Latifolii, Sanctus Germanus de Lato Folio 1215, Sanctus Germanus de Leefuile et Sanctus Germanus de Leefuyle 1246, Saint Germain de Leefuille 1311, Saint Germain 1371, Saint Germain de Laafuille 1376, Saint Germain la Fæille 1389, Saint Germain la Feule 1391, Sainct Germain la Feuille 1423, Saint Germain la Fueille 1437, Sainct Germain la Feulle 1511, Sainct Germain de la Feuille 1657, Saint Germain la Feuille 1671, Saint Germain la Feuillée 1684, Sainct Germain la Fæuille 1700.
À la Révolution française, le village prend le nom de  Source-Seine par délibération du 22 frimaire de l'an II de la République (12 décembre 1793). Il est alors interdit par arrêté départemental qu'une commune porte le nom d'un Saint ou toutes références religieuses. L'arrêté municipale stipule que « la dénomination de la commune de Saint-Germain-la-Feuille demeure changée en celle de Source-Seine, puisant ce dernier nom de la façon où le fleuve de la Seine prend sa source sur le territoire de la commune. »
Le village retrouve le nom de Saint-Germain-la-Feuille en 1815 à la Restauration. Par délibération du 15 août 1868, le Conseil Municipal de Saint-Germain-la-Feuille demande la substitution des mots « Source-Seine » aux mots « la-Feuille ». C'est un décret présidentiel, signé par le président Mac-Mahon, qui l'autorise le 22 juillet 1875.
En 2009, fusion de la commune de Saint-Germain-Source-Seine et celle de Blessey qui donne naissance à la nouvelle commune de Source-Seine.

## Jumelage
Verghereto (Italie) depuis 2002
La commune de Saint-Germain-Source-Seine a signé en 2001 une Charte d'Amitié et en 2002 un Acte de Jumelage avec la commune de Verghereto (Italie). Cette commune possède sur son territoire la source du Tibre, fleuve traversant Rome capitale de l'Italie.
C'est donc un jumelage entre les communes possédant sur leur territoire les sources d'un fleuve traversant une capitale d'Europe.

## Administration
| Période | Période | Identité                | Étiquette | Qualité     |
| ------- | ------- | ----------------------- | --------- | ----------- |
| 2008    | 2009    | Olivier Boiteux         | SE        | Employé CEA |
| 1995    | 2008    | Didier Renaut           | SE        | Agriculteur |
| 1965    | 1995    | Jean Renaut             | SE        | Agriculteur |
| 1925    | 1965    | Émile Renaut            | SE        | Agriculteur |
| 1921    | 1925    | Louis Garnier           | .         | .           |
| 1899    | 1921    | Bernard Roland          | .         | .           |
| 1896    | 1899    | Julien Gautherot        | .         | .           |
| 1892    | 1896    | Bernard Roland          | .         | .           |
| 1880    | 1892    | Émile Pochat            | .         | .           |
| 1867    | 1880    | Laurent Roland          | .         | .           |
| 1858    | 1867    | François Jacotot        | .         | .           |
| 1848    | 1858    | Bernard Belin-Gautherot | .         | .           |
| 1843    | 1848    | Augustin Jacotot        | .         | .           |
| 1842    | 1843    | Nicolas Dumont          | .         | .           |
| 1831    | 1842    | Claude Belin            | .         | .           |
| 1821    | 1831    | Augustin Jacotot        | .         | .           |
| 1803    | 1821    | Pierre Jacotot          | .         | .           |

Composition du conseil municipal, mandat 2008-2009 :
- Olivier Boiteux, maire
- Didier Renaut, premier adjoint
- Marie-Jeanne Fournier, deuxième adjoint
- Lionel Berille, Marcel Berille, Christian Blanc, Clarisse Boiteux, Claude Dupuis, Annabelle Richard, conseillers municipaux.

Composition du conseil municipal, mandat 2001-2008 :
- Didier Renaut, maire
- Olivier Boiteux, premier adjoint
- Claude Dupuis, deuxième adjoint,
- Lionel Berille, Marcel Berille, Clarisse Boiteux, Catherine Hoareau, Maryse Pelissier, Hubert Renaut, conseillers municipaux.

## Fusion avec la commune de Blessey
En 2008, les communes voisines de Saint-Germain-Source-Seine et de Blessey ont lancé un projet de fusion simple voté par les deux conseils municipaux le 9 septembre 2008. Un référendum populaire a été organisé le 28 septembre 2008 au terme duquel les électeurs des deux communes ont approuvé la fusion. Celle-ci est devenue effective le 1er janvier 2009, la nouvelle commune portant le nom de Source-Seine.

## Démographie
| 1793 | 1800 | 1806 | 1821 | 1831 | 1836 | 1841 | 1846 | 1851 |
| ---- | ---- | ---- | ---- | ---- | ---- | ---- | ---- | ---- |
| 225  | 187  | 209  | 165  | -    | 155  | 140  | 160  | 147  |

| 1856 | 1861 | 1866 | 1872 | 1876 | 1881 | 1886 | 1891 | 1896 |
| ---- | ---- | ---- | ---- | ---- | ---- | ---- | ---- | ---- |
| 143  | 143  | 132  | 120  | 108  | 96   | 111  | 108  | 113  |

| 1901 | 1906 | 1911 | 1921 | 1926 | 1931 | 1936 | 1946 | 1954 |
| ---- | ---- | ---- | ---- | ---- | ---- | ---- | ---- | ---- |
| 84   | 88   | 74   | 75   | 76   | 91   | 71   | 66   | 66   |

| 1962 | 1968 | 1975 | 1982 | 1990 | 1999 | 2006 | - | - |
| ---- | ---- | ---- | ---- | ---- | ---- | ---- | - | - |
| 56   | 52   | 41   | 38   | 35   | 29   | 28   | - | - |

Histogramme

(élaboration graphique par Wikipédia)

## Lieux et monuments

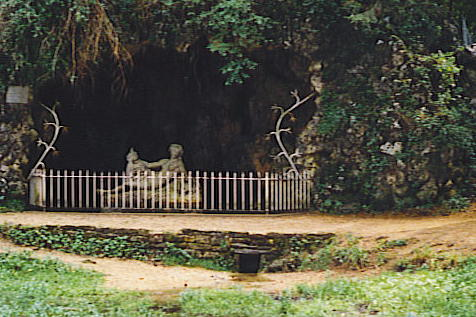
Source de la Seine.

- L'une des sources de la Seine est située dans le nymphée (47° 29′ 09,33″ N, 4° 43′ 01,07″ E) conçu au XIXe siècle par les architectes Davioud, Baltard et Combaz. À l'intérieur du nymphée, la statue représentant la nymphe de la Seine, est une copie de l'œuvre du sculpteur bourguignon Jouffroy.

La ville de Paris est propriétaire  du domaine entourant les sources de la Seine depuis 1864. Le site contient notamment les vestiges du sanctuaire gallo-romain dédié à la déesse Sequana (d'où le nom de Seine). Des milliers d'objets ont été découverts sur ce site archéologique. Les plus connus d'entre eux sont sûrement les deux statues en bronze découvertes par Henri Corot en 1933 dans une cache située à l'est du sanctuaire. Il s'agit de la déesse Séquana et du Faune, désignés par l'archéologue comme le trésor de la Seine. Notons également le vase de Rufus contenant de nombreux ex-voto et des pièces de monnaie, désigné par Henri Baudot comme le trésor du sanctuaire. Tout ce mobilier, stèles, sculptures, ainsi que la collection de plus de 300 ex-voto en bois découverts par Roland Martin et Simone Deyts entre 1963 et 1967, sont aujourd'hui visibles au musée archéologique de Dijon.
La découverte dans le sanctuaire d'un fanum de tradition celtique par Gabriel Grémaud et Roland Martin, atteste de façon irréfutable la présence importante de courants celtiques dans la région à la période gallo-romaine. Les différentes campagnes de fouille ont permis de retrouver la source sacrée canalisée et deux bassins destinés aux ablutions des pèlerins qui se rendaient au sanctuaire pour y déposer leurs ex-voto.
- Église sous le vocable de Saint-Germain est romane : chœur du XIIe siècle à meurtrières, nef du XVIIIe siècle, et clocher porche moderne. Inscription gallo-romaine sur une pierre (réemploi en provenance du sanctuaire gallo-romain des sources de la Seine).
- Trois statues en bois polychromes .
- Sarcophages VIIIe siècle, de pierre en réemploi, dans les murs du cimetière.
- Cimetière avec sculpture scellée dans le mur à l'entrée (tête de Christ du XIIe) croix du XVIIe dans l'enclos.
- Calvaires du XVIIIe au carrefour, l'un avec le Tilleul de la liberté, et l'autre devant la maison de l'Évêché
- Tilleuls datant du XVIIIe dont un planté à la Révolution comme « arbre de la Liberté ».
- Monument aux morts du XXe siècle.

## Économie
- Agriculture céréalière.
- Élevage bovin et ovin.
- Artisanat d'art.
- Tourisme.

## Personnalités liées à la commune
- Paul Lamarche, [réf. nécessaire]